# Sassocorvaro
Sassocorvaro (im lokalen Dialekt: Scorbèra) ist eine Fraktion der italienischen Gemeinde (comune) Sassocorvaro Auditore mit in der Provinz Pesaro und Urbino in den Marken. Sassocorvaro liegt etwa 36 Kilometer westsüdwestlich von Pesaro und etwa 12,5 Kilometer nordwestlich von Urbino am Foglia und ist Teil der Comunità montana del Montefeltro. Im Ortsteil Mercatale ist der Foglia zu einem künstlichen See aufgestaut.

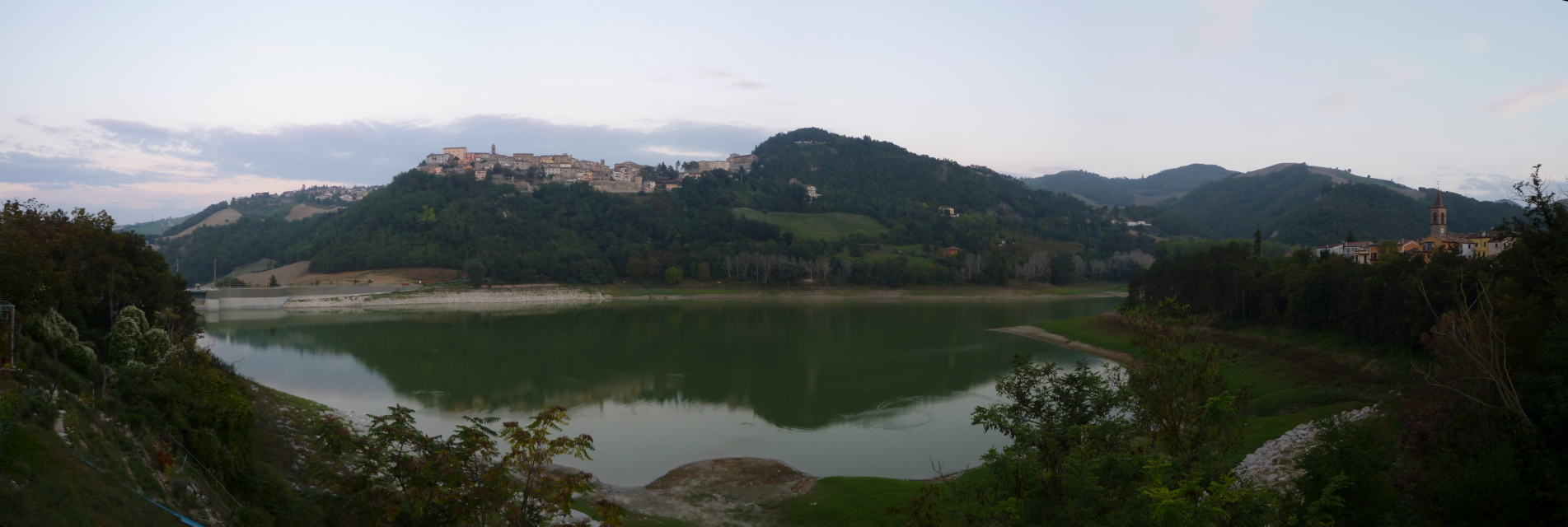
Der Lago di Mercatale

## Geschichte
Erstmals urkundlich erwähnt wird der Ort in einem Dokument über das Kastell am Monte Rotondo 1061.
Die zuvor selbständige Gemeinde Sassocorvaro wurde am 1. Januar 2019 mit der Gemeinde Auditore zur neuen Gemeinde Sassocorvaro Auditore zusammengeschlossen. Die Gemeinde Sassocorvaro hatte zuletzt 3465 Einwohner (Stand 31. Dezember 2017) auf einer Fläche von 66,52 km².

## Persönlichkeiten
- Luigi Battiferri (vor 1610 bis um 1682), Komponist